# Turistická značená trasa 7205
 Turistická značená trasa 7205 je 3 km dlouhá žlutě značená trasa Klubu českých turistů v okrese Trutnov tvořící alternativní trasu k červeně značené trase 0402 jižním úbočím Kozích hřbetů. Její převažující směr je východní. Převážná část trasy se nachází na území Krkonošského národního parku.

## Průběh trasy
Turistická trasa má svůj počátek na rozcestí ve Svatém Petru u hotelu Horal na rozcestí se dvěma trasami přicházejícími ze Špindlerova Mlýna a to výše zmíněnou červeně značenou trasou 0402 k Luční boudě a zeleně značenou trasou 4203 k Richtrovým Boudám. Trasa stoupá lesní tzv. Judeichovou cestou jižním úbočím Kozích hřbetů k východu, v nadmořské výšce přibližně 1025 metrů jí opouští a přechází na pěšinu. Po ní stále stoupá stejným směrem téměř do výšky 1200 metrů, kde na rozcestí opět s červeně značenou trasou 0402 končí.

## Historie
Trasa měla dříve své počáteční rozcestí asi o sto metrů západněji.